# The Myth
Pour plus de détails, voir Fiche technique et Distribution.
The Myth (chinois : 神话 ; pinyin : shénhuà ou San wa) est un film hongkongais réalisé par Stanley Tong, sorti en 2005.

## Synopsis
Et si la mémoire des vies antérieures existait ? Ainsi, ne serait-ce pas la preuve que la vie aurait un sens, avec une continuité ? La mémoire ne serait-elle pas alors le meilleur véhicule pour voyager dans le temps ? L'histoire du général Meng Yi et de Jack l'archéologue met en scène le mythe de l'immortalité. La toile de fond est l'amour et l'amitié.
Nous sommes en 2005, Jack est un archéologue qui a quelques ennuis financiers. Depuis longtemps, il fait le même rêve dans lequel il serait le général Meng Yi. Ce rêve le trouble parce que les détails lui paraissent si nets, qu'il en a une sensation de réalité. Tout commence par une mission du général Meng Yi, qui, avec un bataillon, doit aller chercher la princesse Ok-Soo. Par la suite, le général affronte un amoureux intrépide, puis fait face aux complots au sein du palais impérial. Il s'est engagé à protéger la princesse.
Jack a un ami, William, qui est un scientifique à la recherche de reconnaissance et surtout de moyens pour faire aboutir ses recherches. Il semble en avoir trouvé. Il propose à Jack de percer l'explication d'un mythe sur lequel Jack avait écrit un article quelques années auparavant. En Inde, dans la région de Dasar, proche de la Chine, un sage pratiquerait la lévitation, un cercueil tiendrait en suspension dans une grotte. William convainc Jack de partir avec lui chercher l'explication de ce phénomène mystérieux. Mais Jack ne sait pas que William a fait un compromis avec un pilleur de tombeaux.
L'explication de la lévitation est vite trouvée. Elle réside dans une météorite incrustée dans une statue. Une fois descellée, le sage qui s'était lancé en l'air devant un parterre de fidèle tombe très bas, ainsi que le cercueil. Police et fidèle se lancent à la poursuite des deux aventuriers. William parvient à s'enfuir dans un hélicoptère. Jack est cloué au sol et doit affronter ses poursuivants. Il plonge dans un fleuve et au moment où il plonge dans le fleuve, c'est une plongée dans le temps où le général Meng Yi plonge lui-même avec la princesse... Il la sauve d'une noyade certaine. Elle le sauve de blessures mortelles. Et Jack est sauvé à son tour par Samantha (Mallika Sherawat), la fille magnifique d'un sage indien qui instruit Jack de son lien avec l'épée millénaire qu'il a découverte à proximité du cercueil.
À la fin, tout le monde meurt, sauf peut-être la princesse qui refuse de venir avec Jack, parce qu'elle ne reconnait pas en lui le général Meng Yi dont elle est éternellement amoureuse, et sauf Jack. Après le passage des humains terrestres, l'au-delà a subi quelques changements. Notamment, le grand escalier qui conduisait à la salle de l'éternité, effondré ; et le mur de l'au-delà, écroulé Jack écrit ses mémoires et les dédicaces à son ami William.

### Résumé du début
Avant qu'une voix off informe le spectateur que Jack se réveille Aujourd'hui, 28 février 2005, l'histoire se situe dans la chine impériale d'il y a deux mille ans. Le général Meng Yi (Jackie Chan) vient chercher la princesse Ok-Soo promise comme concubine à l'empereur. Une flèche interrompt la cérémonie de rencontre. Un autre général, soudainement apparu sur une hauteur, revendique la main de la princesse. Une bataille est immédiatement déclarée avec de grands moyens et de grosses boules de feu dévalent et enflamment tout sur leur passage. La vie de la princesse est menacée. Son carrosse est touché par le feu. La situation devient très délicate lorsque le carrosse de Ok-Soo est en équilibre, un profond précipice menaçant de l'emporter. Un combat à mort oppose maintenant le commandant de l'armée impériale et le général amoureux. L'amour ne suffit pas. Le général est tué. Dans un ultime sursaut, il ne veut pas que la princesse meurt. Mais la force d'un seul ne suffit pas à retenir le chariot. Tout bascule. Le général Meng Yi saute pour sauver la princesse. Mais c'est le vide et les voilà tous les deux entraînés dans cette plongée, avec le chariot qui les devance, le général mort qui chute, et le cheval aussi. Et soudain, Jack se réveille. Un sursaut, il sert contre lui un oreiller... Il se lève, se glisse sous la douche. Et une voix-off dit au spectateur « Aujourd'hui, 28 février 2005... Je viens de refaire le même rêve qu'il y a trois mois... »

### Lieux des actions
- Chine
- Inde

## Fiche technique
- Musique : Gary Chase et Nathan Wang
- Costumes : Thomas Chong
- Production : Jackie Chan, Solon So, Barbie Tung, Willie Chan, Yang Buting et Albert Yeung
- Société de distribution : JCE Movies Limited
- Budget : 15 000 000 $
- Langue : mandarin, coréen, cantonais, anglais
- Date de sortie :

15 septembre 2005 :  Hong Kong
16 juin 2009 en DVD et Blu-Ray :  France

## Distribution
- Jackie Chan (VF : William Coryn) : Jack / Général Meng Yi
- Kim Hee-sun : Princesse Ok-Soo
- Tony Leung Ka-fai (VF : Bruno Choël) : William
- Mallika Sherawat : Samantha
- Patrick Tam Yiu-man : Général Xu Gui
- Bing Shao : Nangong Yan
- Min-su Choi : Général Choi (Choi Min Soo)
- Ken Lo : Dragon
- Yu Rongguang : Zhao Kuang
- Ram Gopal Bajaj : Le gourou
- Jason Chong : Jack / Général Meng-Yi
- Hayama G : Tiger
- Kumman Gopakumar : Dasar Policeman
- Leon Head : Dr. Smith
- Sasidharan Nair Sajith Kumar : garde
- Biju Kumman : policier
- Sunil Kumar Kumman : garde
- Maggie Lau (VF : Barbara Beretta) : Maggie
- Jing-kei Liang : Gouverneur (as Liang Jingke)
- Xuetong Li : Curator
- Karimbil Nidheesh :  Policeman
- Sudhanshu Pandey : officier
- Bing Shao : Nangong Yan
- Qiao Shun : Eunuch
- Zhou Sun : Mr. Koo
- Patrick Tam : Général Xu Gui
- Ken Wong : Général rebelle Meng Jie
- Wei Xing Yao : Général Shen
- Tak Yuen : Dasar Monk (Richard Hung)
- Jianzhong Zhang : Official